# Suore di Santa Maria Maddalena Postel
Le Suore di Santa Maria Maddalena Postel (in francese Sœurs de Sainte Marie-Madeleine Postel) sono un istituto religioso femminile di diritto pontificio: i membri di questa congregazione pospongono al loro nome la sigla S.M.M.P.

## Storia
La congregazione, detta in origine delle Suore delle Scuole Cristiane della Misericordia (in latino Institutum Sororum Scholarum Christianorum a Misericordia), venne fondata a Cherbourg l'8 settembre 1807 dalla religiosa francese Maria Maddalena Postel (1756-1846) con l'approvazione di Claude-Louis Rousseau, vescovo di Coutances: nel 1832 la Postel acquistò l'antica abbazia benedettina di Saint-Sauveur-le-Vicomte, dove trasferì la casa madre.
L'istituto ricevette il pontificio decreto di lode il 29 agosto 1859 e le sue costituzioni vennero approvate dalla Santa Sede nel 1901. Nel 1920, a causa dello scoppio della prima guerra mondiale, le case tedesche della congregazione si staccarono dalla casa madre dando origine a un ramo canonicamente autonomo dell'istituto.
La fondatrice, beatificata nel 1908, fu proclamata santa da papa Pio XI il 24 maggio 1925.

## Attività e diffusione
Le finalità dell'istituto sono l'istruzione e l'educazione cristiana della gioventù e la cura dei malati, anche a domicilio.
Le suore sono presenti in Repubblica del Congo, Costa d'Avorio, Francia, India, Indonesia, Irlanda, Italia, Paesi Bassi e Regno Unito; la sede generalizia è a Saint-Sauveur-le-Vicomte (Bassa Normandia); nel 2005 le suore erano 358, in 57 case.